# Psammocora brighami
Espèce
Synonymes
- Psammocora stellata Verrill, 1868 (préféré par UICN)

Statut CITES
Psammocora brighami  est une espèce de coraux appartenant à la famille des Psammocoridae. Selon l'UICN et WoRMS, cette espèce correspond à Psammocora stellata Verrill, 1868.